# Mega Man (postava)
Mega Man, také znám jako Rock Man v Japonsku, je postava z video her vytvořena Keijim Inafunem a také současným maskotem firmy Capcom.
První hra, ve které byl představen, je známá jako Klasický Mega Man, vyšla na NES v roce 1987. Od té doby vyšlo hodně takzvaných spin-offů, např. Mega Man NT Warrior či Mega Man Legends. Klasický hrací styl ovšem stále pokračoval v sériích X a Zero.